# Petrobia jingheensis
Petrobia jingheensis är en spindeldjursart som beskrevs av Ma och Gao 1991. Petrobia jingheensis ingår i släktet Petrobia och familjen Tetranychidae. Inga underarter finns listade i Catalogue of Life.